# Grand Prix Formule 1 van Canada

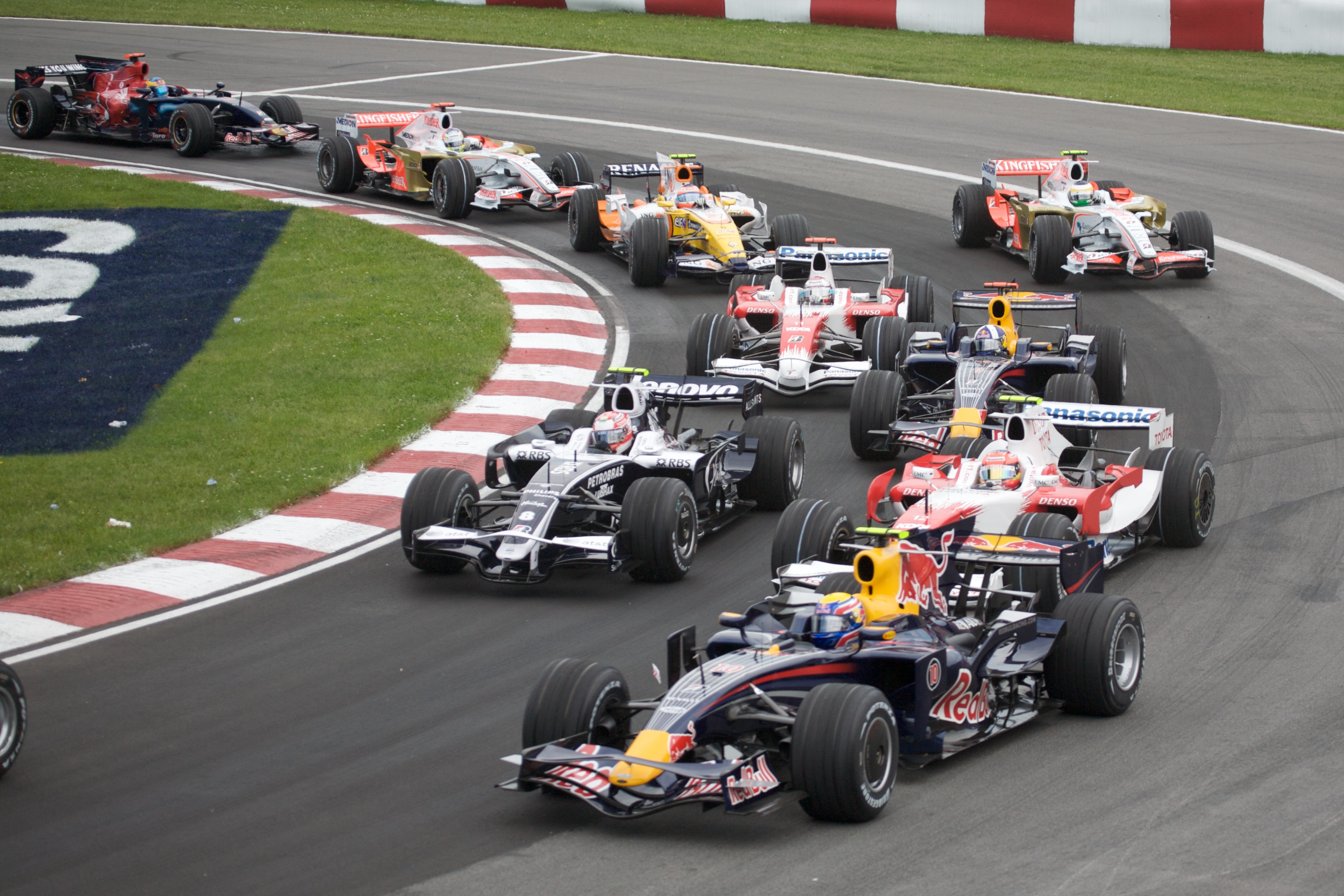
Eerste ronde van de grand prix van 2008.

De Grand Prix van Canada is een race uit het Formule 1-kampioenschap. De eerste grand prix werd gereden in 1961. Vanaf 1967 maakt de race deel uit van het wereldkampioenschap Formule 1.
Michael Schumacher en Lewis Hamilton zijn met zeven overwinningen recordhouder van de Grand Prix.

## Winnaars van de Grands Prix
| Jaar | Coureur                                        | Constructeur                                   | Locatie                                        | Verslag                                        |
| ---- | ---------------------------------------------- | ---------------------------------------------- | ---------------------------------------------- | ---------------------------------------------- |
| 2025 | George Russell                                 | Mercedes                                       | Gilles Villeneuve                              | Verslag                                        |
| 2024 | Max Verstappen                                 | Red Bull Racing-Honda RBPT                     | Gilles Villeneuve                              | Verslag                                        |
| 2023 | Max Verstappen                                 | Red Bull Racing-Honda RBPT                     | Gilles Villeneuve                              | Verslag                                        |
| 2022 | Max Verstappen                                 | Red Bull Racing-RBPT                           | Gilles Villeneuve                              | Verslag                                        |
| 2021 | Grand Prix afgelast vanwege de coronapandemie. | Grand Prix afgelast vanwege de coronapandemie. | Grand Prix afgelast vanwege de coronapandemie. | Grand Prix afgelast vanwege de coronapandemie. |
| 2020 | Grand Prix afgelast vanwege de coronapandemie. | Grand Prix afgelast vanwege de coronapandemie. | Grand Prix afgelast vanwege de coronapandemie. | Grand Prix afgelast vanwege de coronapandemie. |
| 2019 | Lewis Hamilton                                 | Mercedes                                       | Gilles Villeneuve                              | Verslag                                        |
| 2018 | Sebastian Vettel                               | Ferrari                                        | Gilles Villeneuve                              | Verslag                                        |
| 2017 | Lewis Hamilton                                 | Mercedes                                       | Gilles Villeneuve                              | Verslag                                        |
| 2016 | Lewis Hamilton                                 | Mercedes                                       | Gilles Villeneuve                              | Verslag                                        |
| 2015 | Lewis Hamilton                                 | Mercedes                                       | Gilles Villeneuve                              | Verslag                                        |
| 2014 | Daniel Ricciardo                               | Red Bull Racing-Renault                        | Gilles Villeneuve                              | Verslag                                        |
| 2013 | Sebastian Vettel                               | Red Bull Racing-Renault                        | Gilles Villeneuve                              | Verslag                                        |
| 2012 | Lewis Hamilton                                 | McLaren-Mercedes                               | Gilles Villeneuve                              | Verslag                                        |
| 2011 | Jenson Button                                  | McLaren-Mercedes                               | Gilles Villeneuve                              | Verslag                                        |
| 2010 | Lewis Hamilton                                 | McLaren-Mercedes                               | Gilles Villeneuve                              | Verslag                                        |
| 2009 | Grand Prix niet verreden.                      | Grand Prix niet verreden.                      | Grand Prix niet verreden.                      | Grand Prix niet verreden.                      |
| 2008 | Robert Kubica                                  | BMW Sauber                                     | Gilles Villeneuve                              | Verslag                                        |
| 2007 | Lewis Hamilton                                 | McLaren-Mercedes                               | Gilles Villeneuve                              | Verslag                                        |
| 2006 | Fernando Alonso                                | Renault                                        | Gilles Villeneuve                              | Verslag                                        |
| 2005 | Kimi Räikkönen                                 | McLaren-Mercedes                               | Gilles Villeneuve                              | Verslag                                        |
| 2004 | Michael Schumacher                             | Ferrari                                        | Gilles Villeneuve                              | Verslag                                        |
| 2003 | Michael Schumacher                             | Ferrari                                        | Gilles Villeneuve                              | Verslag                                        |
| 2002 | Michael Schumacher                             | Ferrari                                        | Gilles Villeneuve                              | Verslag                                        |
| 2001 | Ralf Schumacher                                | Williams-BMW                                   | Gilles Villeneuve                              | Verslag                                        |
| 2000 | Michael Schumacher                             | Ferrari                                        | Gilles Villeneuve                              | Verslag                                        |
| 1999 | Mika Häkkinen                                  | McLaren-Mercedes                               | Gilles Villeneuve                              | Verslag                                        |
| 1998 | Michael Schumacher                             | Ferrari                                        | Gilles Villeneuve                              | Verslag                                        |
| 1997 | Michael Schumacher                             | Ferrari                                        | Gilles Villeneuve                              | Verslag                                        |
| 1996 | Damon Hill                                     | Williams-Renault                               | Gilles Villeneuve                              | Verslag                                        |
| 1995 | Jean Alesi                                     | Ferrari                                        | Gilles Villeneuve                              | Verslag                                        |
| 1994 | Michael Schumacher                             | Benetton-Ford                                  | Gilles Villeneuve                              | Verslag                                        |
| 1993 | Alain Prost                                    | Williams-Renault                               | Gilles Villeneuve                              | Verslag                                        |
| 1992 | Gerhard Berger                                 | McLaren-Honda                                  | Gilles Villeneuve                              | Verslag                                        |
| 1991 | Nelson Piquet                                  | Benetton-Ford                                  | Gilles Villeneuve                              | Verslag                                        |
| 1990 | Ayrton Senna                                   | McLaren-Honda                                  | Gilles Villeneuve                              | Verslag                                        |
| 1989 | Thierry Boutsen                                | Williams-Renault                               | Gilles Villeneuve                              | Verslag                                        |
| 1988 | Ayrton Senna                                   | McLaren-Honda                                  | Gilles Villeneuve                              | Verslag                                        |
| 1987 | Grand Prix niet verreden.                      | Grand Prix niet verreden.                      | Grand Prix niet verreden.                      | Grand Prix niet verreden.                      |
| 1986 | Nigel Mansell                                  | Williams-Honda                                 | Gilles Villeneuve                              | Verslag                                        |
| 1985 | Michele Alboreto                               | Ferrari                                        | Gilles Villeneuve                              | Verslag                                        |
| 1984 | Nelson Piquet                                  | Brabham-BMW                                    | Gilles Villeneuve                              | Verslag                                        |
| 1983 | René Arnoux                                    | Ferrari                                        | Gilles Villeneuve                              | Verslag                                        |
| 1982 | Nelson Piquet                                  | Brabham-BMW                                    | Gilles Villeneuve                              | Verslag                                        |
| 1981 | Jacques Laffite                                | Ligier-Matra                                   | Île Notre-Dame                                 | Verslag                                        |
| 1980 | Alan Jones                                     | Williams-Ford                                  | Île Notre-Dame                                 | Verslag                                        |
| 1979 | Alan Jones                                     | Williams-Ford                                  | Île Notre-Dame                                 | Verslag                                        |
| 1978 | Gilles Villeneuve                              | Ferrari                                        | Île Notre-Dame                                 | Verslag                                        |
| 1977 | Jody Scheckter                                 | Wolf-Ford                                      | Mosport Park                                   | Verslag                                        |
| 1976 | James Hunt                                     | McLaren-Ford                                   | Mosport Park                                   | Verslag                                        |
| 1975 | Grand Prix niet verreden.                      | Grand Prix niet verreden.                      | Grand Prix niet verreden.                      | Grand Prix niet verreden.                      |
| 1974 | Emerson Fittipaldi                             | McLaren-Ford                                   | Mosport Park                                   | Verslag                                        |
| 1973 | Peter Revson                                   | McLaren-Ford                                   | Mosport Park                                   | Verslag                                        |
| 1972 | Jackie Stewart                                 | Tyrrell-Ford                                   | Mosport Park                                   | Verslag                                        |
| 1971 | Jackie Stewart                                 | Tyrrell-Ford                                   | Mosport Park                                   | Verslag                                        |
| 1970 | Jacky Ickx                                     | Ferrari                                        | Mont-Tremblant                                 | Verslag                                        |
| 1969 | Jacky Ickx                                     | Brabham-Ford                                   | Mosport Park                                   | Verslag                                        |
| 1968 | Denny Hulme                                    | McLaren-Ford                                   | Mont-Tremblant                                 | Verslag                                        |
| 1967 | Jack Brabham                                   | Brabham-Repco                                  | Mosport Park                                   | Verslag                                        |

Een roze achtergrond betekent dat de race geen deel uitmaakte van het Formule 1 wereldkampioenschap.

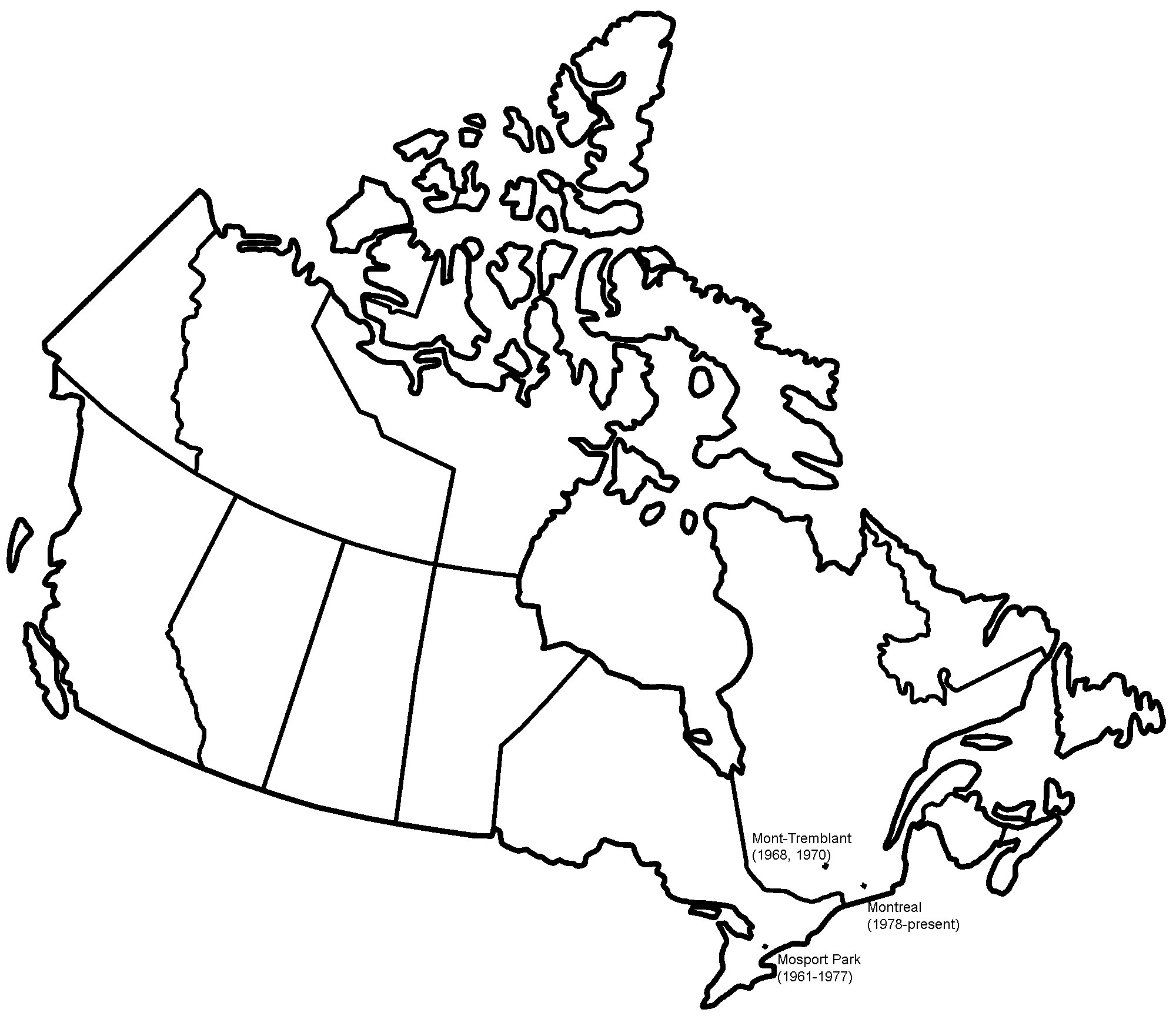
A map of all the locations of the Canadian Grand Prix.

| Jaar | Coureur         | Constructeur        | Locatie      | Verslag |
| ---- | --------------- | ------------------- | ------------ | ------- |
| 1961 | Peter Ryan      | Lotus-Climax        | Mosport Park |         |
| 1962 | Masten Gregory  | Lotus-Climax        | Mosport Park |         |
| 1963 | Pedro Rodríguez | Ferrari             | Mosport Park |         |
| 1964 | Pedro Rodríguez | Ferrari             | Mosport Park |         |
| 1965 | Jim Hall        | Chaparral-Chevrolet | Mosport Park |         |
| 1966 | Mark Donohue    | Lola-Chevrolet      | Mosport Park |         |

1967 · 1968 · 1969 · 1970 · 1971 · 1972 · 1973 · 1974 · 1976 · 1977 · 1978 · 1979 · 1980 · 1981 · 1982 · 1983 · 1984 · 1985 · 1986 · 1988 · 1989 · 1990 · 1991 · 1992 · 1993 · 1994 · 1995 · 1996 · 1997 · 1998 · 1999 · 2000 · 2001 · 2002 · 2003 · 2004 · 2005 · 2006 · 2007 · 2008 · 2010 · 2011 · 2012 · 2013 · 2014 · 2015 · 2016 · 2017 · 2018 · 2019 · 2022 · 2023 · 2024 · 2025 · 2026 · 2027 · 2028 · 2029